# Oceanites
Oceanites är ett släkte med små, övervägande mörka, havsfåglar inom familjen havslöpare, som till största delen lever helt pelagiskt förutom under häckningssäsongen.
Släktet omfattar följande tre arter:
- Havslöpare (Oceanites oceanicus)
- Humboldthavslöpare (Oceanites gracilis)
- Pincoyahavslöpare (Oceanites pincoyae)[2]

Maorihavslöpare (Fregetta maoriana) placerades tidigare i Oceanites.